# Sphagnum
Sphagnum L., 1753 è un genere che comprende circa 300 specie di muschi comunemente detti muschi della torba. È l'unico genere vivente della famiglia delle Sphagnaceae.
Le aree in cui sono presenti sfagni possono immagazzinare acqua e originare di conseguenza le torbiere, poiché sia le piante viventi che quelle morte possono contenere grandi quantità di acqua all'interno delle loro cellule. Le piante di sfagno possono trattenere un volume di acqua da 16 a 30 volte il loro peso secco, a seconda della specie. Inoltre le cellule aiutano a trattenere l'acqua in condizioni più secche, quindi, lo sfagno può lentamente diffondersi in condizioni più asciutte, formando aree umide più grandi. Queste aree umide (torbiere)  forniscono l'habitat per una vasta gamma di piante, tra cui Carex, e arbusti ericacei, così come orchidee e piante carnivore.
Lo sfagno e la torba formatasi da esso non sono facilmente demolibili a causa dei composti fenolici incorporati nelle pareti cellulari del muschio. Inoltre, le torbiere, come tutte le zone umide, sviluppano condizioni anaerobiche del suolo che rallentano l'azione decompositrice dei microrganismi aerobici.  Lo sfagno inoltre acidifica l'ambiente circostante assumendo cationi, come quello del calcio e magnesio, e rilasciando ioni di idrogeno. Nelle giuste condizioni, la torba può accumularsi a una profondità di molti metri creando torbiere stanili. Diverse specie di sfagno hanno limiti di tolleranza diversi per sommersione e pH, quindi una torbiera può ospitare un certo numero di specie diverse di sfagno.

## Descrizione
Le singole piantine di sfagno sono costituite da un fusticino, in cui risultano una zona centrale incolore, il midollo, una intermedia ed una corticale di cellule morte ad eminente funzione assorbente; l'asse principale e le ramificazioni sono rivestite da minutissime foglioline, disposte su tre file, quasi scolorite, per la presenza di grandi cellule ialine dette ialocisti, vuote a funzione assorbente, incluse in un fine graticcio di piccolissime cellule verdi, dotate di protoplasma e di clorofilla, dette clorocisti.

## Sviluppo
Tale struttura determina un vero e proprio tessuto acquifero, per cui i numerosi individui che costituiscono le colonie di sfagni, agiscono come una spugna, assorbendo e trattenendo l'umidità. Con l'invecchiamento, le parti inferiori dei loro piccoli cauli muoiono ed i rami giovani si moltiplicano vegetativamente, dando origine a nuovi individui: così, lentamente ma incessantemente, queste piantine si sviluppano in estensioni sempre maggiori, divenendo torbiere spesso distese per vari chilometri quadrati, come ad esempio in Irlanda e nell'Europa centro-settentrionale.

## Riproduzione e ciclo vitale
Lo sfagno, come tutte le altre piante terrestri, presenta alternanza di generazioni; ma come in tutte le briofite e diversamente dalle piante vascolari, la generazione gametofitica (aploide) è dominante e persistente.
Gli sfagni mostrano sia riproduzione sessuale sia moltiplicazione vegetativa.
I gametofiti hanno una veloce riproduzione asessuata per frammentazione, producendo gran parte del materiale vivente nelle torbiere. [8]
Nella riproduzione sessuale, le specie possono essere dioiche (ovvero gli anteridi organi riproduttivi maschili e gli archegoni organi riproduttivi femminili sono portati da individui differenti) o monoiche (gameti maschili e femminili prodotti dalla stessa pianta in anteridi e archegoni). I gameti maschili, agevolati dall'acqua, raggiungono i gameti femminili contenuti nell'archegonio che rimangono dove sono, attaccati al gametofito femminile.  Qui avviene la gamia (fusione di due gameti aploidi a dare uno zigote diploide) e attraverso divisioni mitotiche si sviluppa la generazione sporofitica. Lo sporofito è dipendente dal gametofito ed è relativamente di breve durata. Consiste quasi interamente di una capsula sferica di colore verde brillante che diventa nera a maturità. Le capsule sono sostenute da steli (detti seta) per facilitare la dispersione delle spore, ma a differenza di altri muschi, questi steli sono prodotti dal gametofito materno e sono quindi aploidi. All'interno della capsula avviene la meiosi che produce delle spore aploidi che vengono disperse nell'ambiente.
Le spore germinano producendo minuti protonemi, inizialmente filamentosi e in seguito tallosi. Poco dopo, il protonema sviluppa delle gemme da cui si differenziano i gametofiti caratteristici, eretti, ramificati con clorocisti e ialocisti (ovvero le "piantine" di sfagno).

## Usi
Per la loro grande capacità di ritenzione idrica, tutte le specie del genere Sphagnum sono adatte alla preparazione di substrati, quantunque alcune siano migliori come lo Sphagnum papillosum, lo Sphagnum palustre e lo Sphagnum squarrosum.
Lo sfagno essiccato all'aria trova impiego come componente fondamentale nei terricci per la coltivazione di Orchidaceae, Bromeliaceae, Platycerium e altre piante epifite e nel radicamento delle talee.
Lo sfagno verde, invece, si utilizza per guarnire i sostegni di piante volubili munite di radici aeree, appartenenti alla famiglia delle Araceae; nonché come substrato ottimale della maggior parte delle piante carnivore.

## Tassonomia

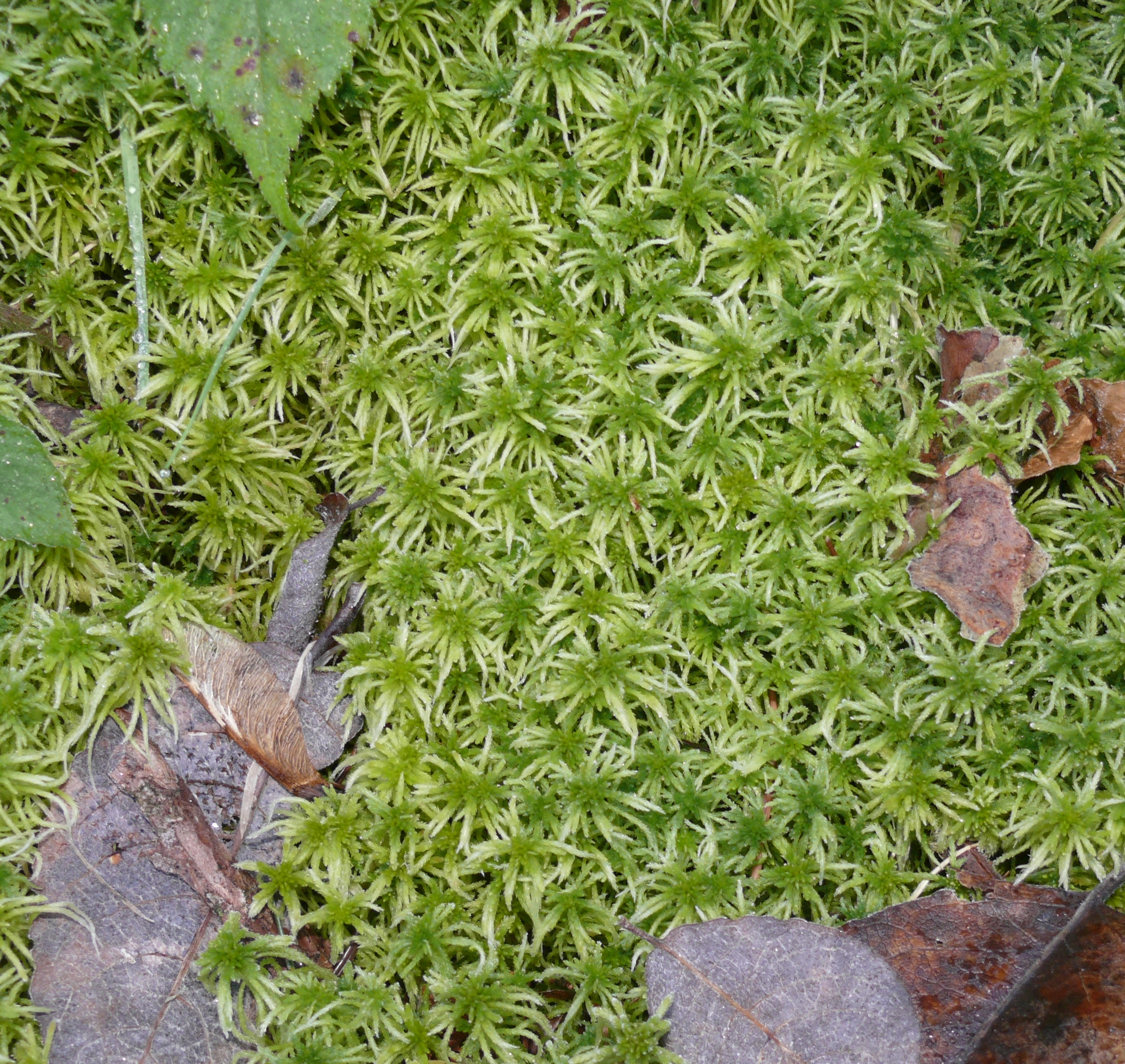
Sphagnum girgensohnii

Comprende le seguenti specie (elenco parziale):
- Sphagnum affine
- Sphagnum apiculatum
- Sphagnum auriculatum
- Sphagnum balticum
- Sphagnum capillifolium
- Sphagnum compactum
- Sphagnum cuspidatum
- Sphagnum cymbifolium
- Sphagnum fallax
- Sphagnum fuscum
- Sphagnum girgensohnii
- Sphagnum luteum
- Sphagnum magellanicum
- Sphagnum majus
- Sphagnum molle
- Sphagnum palustre
- Sphagnum papillosum
- Sphagnum platyphyllum
- Sphagnum riparium
- Sphagnum rubellum
- Sphagnum russowii
- Sphagnum squarrosum
- Sphagnum subnitens
- Sphagnum subsecundum
- Sphagnum warnstorfii